# Ba Hàng
Ba Hàng là phường trung tâm của thành phố Phổ Yên, tỉnh Thái Nguyên, Việt Nam.

## Địa lý
Phường Ba Hàng nằm trên quốc lộ 3, cách 26 km về phía nam thành phố Thái Nguyên và cách 56 km về phía bắc thủ đô Hà Nội, có vị trí địa lý:
- Phía đông giáp phường Đồng Tiến
- Phía tây giáp phường Đắc Sơn
- Phía nam giáp phường Nam Tiến
- Phía bắc giáp phường Hồng Tiến.

Phường Ba Hàng có diện tích 4,34 km², dân số năm 2021 là 13.023 người, mật độ dân số đạt 3.000 người/km².
Ngoài quốc lộ 3, phường còn là nơi giao nhau giữa các tỉnh lộ và huyện lộ nối thành phố Phổ Yên với hai huyện Phú Bình, Đại Từ cũng kết nối với hai tỉnh Bắc Giang và Vĩnh Phúc.

## Lịch sử
Trước đây, Ba Hàng là thị trấn huyện lỵ huyện Phổ Yên, được thành lập vào ngày 9 tháng 9 năm 1972 trên cơ sở tách phố Ba Hàng thuộc xã Đồng Tiến.
Ngày 30 tháng 12 năm 2013, Bộ Xây dựng ban hành Quyết định số 1339/QĐ-BXD về việc công nhận thị trấn Ba Hàng mở rộng (gồm  hai thị trấn Ba Hàng, Bãi Bông; ba xã: Nam Tiến, Trung Thành, Thuận Thành và một phần diện tích, dân số của 6 xã: Hồng Tiến, Đắc Sơn, Đồng Tiến, Tân Hương, Đông Cao, Tân Phú với 5.500,2 ha diện tích tự nhiên và 62.541 người) là đô thị loại IV.
Ngày 15 tháng 5 năm 2015, Ủy ban Thường vụ Quốc hội ban hành Nghị quyết số 932/NQ-UBTVQH13. Theo đó, chuyển huyện Phổ Yên thành thị xã Phổ Yên và thành lập phường Ba Hàng trên cơ sở toàn bộ 183,15 ha diện tích tự nhiên và 7.661 người của thị trấn Ba Hàng; 261,38 ha diện tích tự nhiên và 2.478 người của xã Đồng Tiến.
Phường Ba Hàng có 444,53 ha diện tích tự nhiên và 10.139 người.
Đến năm 2019, phường Ba Hàng được chia thành 18 tổ dân phố.
Ngày 11 tháng 12 năm 2019, sáp nhập hai tổ dân phố Dẫy và Đồng Nâm thành tổ dân phố Đồng Dẫy, sáp nhập tổ dân phố Yên Thứ vào tổ dân phố Yên Trung, sáp nhập ba tổ dân phố Quán Vã 1, Quán Vã 2 và Đồng Tâm thành tổ dân phố Quán Vã. Phường Ba Hàng có 14 tổ dân phố như hiện nay.
Ngày 10 tháng 4 năm 2022, thành lập thành phố Phổ Yên trên cơ sở toàn bộ diện tích và dân số của thị xã Phổ Yên, phường Ba Hàng trực thuộc thành phố Phổ Yên như hiện nay.